# Ixe
Ixe Grupo Financiero (“el Grupo” o “Ixe”) fue un grupo de empresas de servicios financieros con capital mayoritariamente mexicano, cuya casa matriz se encontraba en la Ciudad de México. 
Ixe está integrado por Ixe Banco, Ixe Casa de Bolsa, Ixe Fondos, Ixe Automotriz, Fincasa Hipotecaria, Ixe Soluciones e Ixe Servicios. A su vez, Ixe Fondos es propietario del 99.99% del capital accionario de IPATI, Asesores de Inversión, Fincasa es propietaria del 99.99% del capital accionario de Casa Servicios Administrativos, Ixe Casa de Bolsa es propietaria del 100.00% del capital accionario de Ixe Holdings e Ixe Automotriz es propietaria del 60% de Ixe Fleet. A través de sus subsidiarias Ixe atiende las necesidades financieras que demandan sus clientes personas físicas, empresas, corporativos y el sector gobierno.

## Historia
Fundado el 15 de septiembre de 1994 Ixe Grupo Financiero es un grupo de empresas que nace con capital mayoritariamente mexicano. Con un modelo de negocios basado en cuatro pilares: búsqueda de clientela, oferta de servicios financieros –no sólo de intermediación– oferta de servicios personalizados y expansión nacional a través del desarrollo de un sistema de filiales, que llevarían el nombre de Ixe Banco. Así, a los pocos años de ser creado, el banco se fue posicionando como una entidad bancaria importante. El nombre, Ixe, es de origen náhuatl y significa "el que da la cara y cumple con su palabra". El símbolo de Ixe proviene del símbolo azteca de oro que aparece en un recipiente ceremonial encontrado durante las excavaciones del Metro de la Ciudad de México. 
El grupo estuvo integrado en sus orígenes por Banco Fimsa, Fimsa Casa de Bolsa y Fimsa Grupo Financiero, quedando constituidas como Ixe Banco, Ixe Casa de Bolsa e Ixe Grupo Financiero. En 1996 lanza el servicio Ixe net, un portal para operaciones bancarias en línea, convirtiéndose en los precursores de las transacciones electrónicas.
A comienzos de 2000 un grupo de inversionistas y empresarios mexicanos, encabezados por Enrique Castillo Sánchez Mejorada, adquiere el control de Ixe Grupo Financiero. En 2001 se constituye Ixe Fondos para operar las sociedades de inversión y en 2003 Ixe adquiere el 60% de Arrendadora Chapultepec, SF Autouno adquiere el 40% restante, tomando la denominación de la entidad a Ixe Arrendadora. En 2005 el grupo adquiere Fincasa Hipotecaria (Sofol Hipotecaria) y Casa Servicios Administrativos cambiando sus nombres a Ixe Automotriz e Ixe Equipamiento respectivamente, y transformar ambas entidades en sociedades financieras de objetos múltiples. Y en 2007 se constituye Ixe Fleet dedicada a la administración de Flotilla en asociación con Wheels, Inc. De esta manera se consolidan los servicios principales que actualmente ofrece a sus clientes. Actualmente Grupo Financiero Ixe tiene 135 sucursales bancarias, 81 en la Zona Metropolitana,12 en Monterrey, 18 en Guadalajara, 1 Ciudad Juárez, 6 en León, 7 en Quéretaro, 5 en Cuernavaca, 3 en Metepec, 5 en Puebla, 2 en Celaya. Su planta laboral es de 4 mil 200 personas a nivel nacional. Fue adquirido en 2010 y actualmente, esta fusionado con Banco Mercantil del Norte y opera, con el nombre Banca Preferente Banorte, desde 2018

## Servicios
Ixe Banco
Ixe Banco abrió sus puertas al público el 20 de noviembre de 1995 realizando operaciones de banca de menudeo con personas físicas de nivel de ingresos medio alto y alto, y comienza ofreciendo una gama de productos personalizados dirigidos al mercado empresarial. Por otra parte concentra todas las operaciones cambiarias del Grupo Financiero. En el mismo año Ixe Banco instauró el servicio de Banca Directa un medio que permite a los clientes llevar a cabo operaciones bancarias, bursátiles y cambiarias desde su casa u oficina. Ixe Banco se conforma por sucursales, unidades epecializadas, cajeros automáticos y Banca Directa. En 2004 inició un programa de expansión de la red bancaria en la Ciudad de México, desarrollando Ixe Café la cual es una sucursal bancaria con servicio de café.  
Ixe Casa de Bolsa
Ixe Casa de Bolsa fue constituida en 1964. Atiende personas físicas, empresas, corporativos, instituciones y entidades gubernamentales, ofreciendo sus productos y servicios como: instrumentos de los mercados de dinero y capitales, instrumentos derivados, administración de portafolios de inversión, diseño y administración de fondos de pensiones, entre otros. 
Ixe Net
Un medio que permite a los clientes llevar a cabo operaciones bancarias, bursátiles y cambiarias desde su casa u oficina a través de Internet.
Ixe Fondos
Ixe Fondos fue constituida en noviembre de 2001 con el objeto de prestar los servicios de administración de carteras, distribución, promoción y adquisición de las acciones que emitan sociedades de inversión del Grupo. Ixe Fondos cuenta con 5 sucursales ubicadas en la Ciudad de México (4) y Monterrey (1). Ixe Fondos es la primera institución en ofrecer una tarjeta de crédito relacionada con la inversión de los clientes en los fondos y la primera institución en el país que cuenta con una certificación para la ejecución de la estrategia de inversión de sus fondos.
Ixe Automotríz
En 2003 Ixe Grupo Financiero adquirió, junto con SF Autouno, el 100% de las acciones representativas del capital social de Arrendadora Chapultepec que cambió su nombre a Ixe Arrendadora.A principios de 2004 lanzó Ixe Móvil, producto que permite a los clientes adquirir un automóvil con el pago de 8 o 10 mensualidades fijas, sin presentar comprobante de ingresos. En 2006 se transforma en Sociedad Financiera de Objeto Múltiple ("SOFOM"), y cambia su denominación social a Ixe Automotriz, S.A. de C.V.
Ixe Equipamiento
En 2004 se incorpora el grupo Ixe Sofol es incorporada al Grupo Financiero, a partir de diciembre de 2004 Ixe y SF Autouno constituyen Ixe Sofol con el objeto de participar más activamente en el mercado automotor. Ixe es propietaria del 60% del capital accionario de la nueva entidad. A finales de 2006 modifica su denominación social por Ixe Equipamiento, S.A. de C.V. En 2007 SFAutouno retiró su aportación en Ixe Equipamiento mediante una reducción de capital, quedando Ixe Grupo con el 99.99% del capital accionario de esta entidad.
Fincasa Hipotecaria
Fincasa Hipotecaria (Fincasa) fue adquirida en mayo de 2005 e incorporada al Grupo Financiero en abril del mismo año. Se dedica al otorgamiento y administración de créditos hipotecarios tanto Créditos puente (aquellos que se otorgan a promotores y constructores de vivienda) y créditos individuales. Actualmente opera en 26 estados de la república y tiene presencia permanente en: Baja California, Distrito Federal, Jalisco, Puebla, Quintana Roo, Tabasco, Querétaro, Veracruz, Estado de México, Chiapas y Aguascalientes.
Ixe Fleet
Ixe Fleet es una empresa dedicada a la administración de flotillas, fue constituida a principios de 2007 para ofrecer a los clientes arrendamiento de sus vehículos y los servicios de administración de flotillas. Ixe Fleet es propiedad de Ixe Automotriz (60%) y de Wheels Inc. (40%).
IPATI
IPATI Asesores de Inversión se constituyó En junio de 2007. Tiene como objeto proporcionar de manera habitual y profesional servicios de administración de cartera de valores tomando decisiones de inversión a nombre y por cuenta de terceros y asesoría de inversión de valores.
Desde 2010 y la Actualidad 
En 2010, Banorte anuncia la compra del 100% de sus acciones a Ixe Grupo Financiero, el cual pagará alrededor de los 1,300 millones de dólares.
Con esta adquisición, su nueva denominación será "Grupo Financiero Banorte-Ixe"